# Elio De Angelis
Elio De Angelis (Rome, 26 maart 1958 – Marseille, 15 mei 1986) was een Italiaanse Formule 1-rijder, die tussen 1979 en 1986 deelnam. Hij werd soms de "laatste gentleman" in de Formule 1 genoemd, en hoewel hij waarschijnlijk niet de meest getalenteerde coureur aller tijden was, behoorde hij wel tot de populairste. Hij behaalde in totaal 122 WK-punten gedurende zijn carrière.

## Loopbaan
De Angelis werd geboren in Rome. In 1979 debuteerde hij in de Formule 1 voor het team Shadow. In 1980 stapte hij over naar Team Lotus. In dat seizoen werd hij, op de leeftijd van 20, bijna de jongste winnaar aller tijden van een Grand Prix door nipt tweede te worden tijdens de Grand Prix van Brazilië op het Interlagos-circuit.
In 1985 verliet De Angelis Lotus toen duidelijk werd, dat de aandacht van het team vooral gericht was op zijn talentvolle teamgenoot Ayrton Senna. Zijn vervanger in het Lotusteam was Johnny Dumfries. (Het verhaal gaat dat Dumfries de opvolger werd van De Angelis, omdat Senna een niet al te sterke teamgenoot wenste; Derek Warwick was een meer voor de hand liggende tweede man. Daarnaast kwam Dumfries uit een rijke Engelse familie). De Angelis stapte over naar Brabham, waar hij tweemalig wereldkampioen Nelson Piquet opvolgde, die overstapte naar Williams, omdat toenmalig teambaas van Brabham Bernie Ecclestone niet inging op de salariseisen van Piquet.
De auto waarmee Brabham in 1986 in de Formule 1, de BT55, meedeed was radicaal veranderd ten opzichte van het vorige jaar, maar snel werd duidelijk dat de auto niet zo competitief was als begin jaren tachtig. De Angelis werkte hard mee om de auto te verbeteren. Tijdens een trainingsrit op het circuit Paul Ricard verloor de auto de achtervleugel op een recht stuk, waardoor de achterwielen de grip op de weg verloren. De auto vloog enkele keren over de kop, landde toen aan de andere kant van de vangrails en vatte vlam. Het was echter niet de hoge snelheid waardoor De Angelis om het leven kwam, maar er waren te weinig marshalls aanwezig die hem konden helpen uit de brandende auto te ontsnappen. De enige andere coureur die bij het ongeluk aanwezig was, de Australiër Alan Jones, slaagde er alleen niet in om De Angelis uit het wrak bevrijden. De ziekenhuishelikopter liet vervolgens een half uur op zich wachten. Hij stierf uiteindelijk 29 uur later in het ziekenhuis aan de gevolgen van verstikking. De plaats van De Angelis in het Brabham-team werd overgenomen door Derek Warwick.
Naast zijn capaciteiten als autocoureur, was De Angelis ook een begenadigd pianist. Bekend is zijn optreden dat een hele avond duurde tijdens een staking van de renners, voorafgaand aan de Grand Prix van Zuid-Afrika op het circuit van Kyalami in 1982.